# Monitor (Schiffstyp)

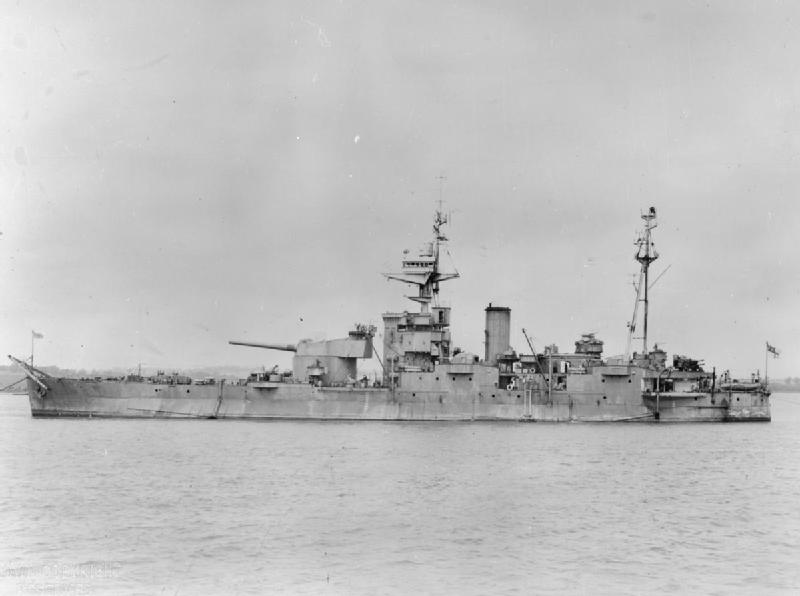
HMS Abercrombie, 1943 für die Landungsoperationen der Alliierten in Italien fertiggestellt

Ein Monitor ist ein relativ kleines und langsames, aber mit sehr schweren Geschützen in einem oder mehreren Türmen bewaffnetes Kriegsschiff, konzipiert für den Einsatz in seichten Küstengewässern und auf Flüssen. Es ist in dieser Auslegung nicht seegängig.
Der Schiffstyp ist benannt nach dem Panzerschiff Monitor, dem ersten Schiff dieser Art, das von den USA (Nordstaaten) während des Amerikanischen Bürgerkriegs gebaut wurde.

## Allgemeines
Zum Ende des Bürgerkriegs waren bei der Unionsflotte der Nordstaaten 50 Monitore in Dienst oder in Bau. Einem großen Monitor gelang sogar die Atlantiküberquerung.
Monitore waren nicht für klassische Seegefechte oder den Einsatz in Flottenverbänden vorgesehen, sondern waren nur bedingt seegängige Plattformen für wenige großkalibrige Geschütze zur Küstenverteidigung bzw. zum Angriff auf Landziele.

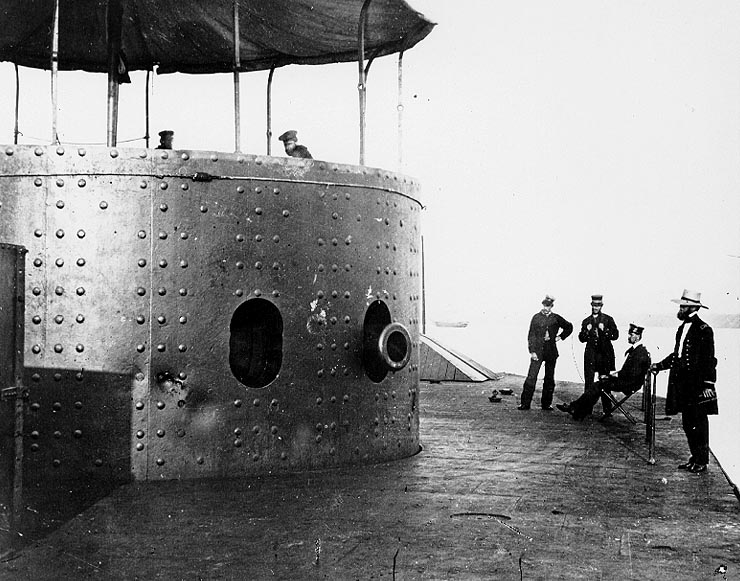
Geschützturm an Deck der USS Monitor

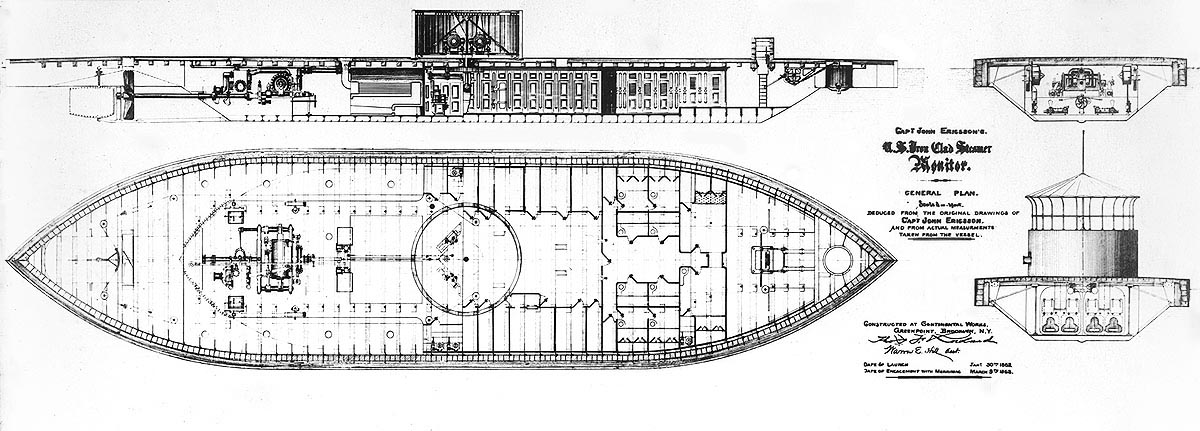
Konstruktionszeichnung der Monitor

## Hochseemonitor
Nach dem Erfolg des amerikanischen Schiffs Monitor wurden in zahlreichen Flotten ebenfalls Schiffe mit geringem Tiefgang und niedrigem Freibord, bewaffnet mit wenigen großkalibrigen Geschützen in einem oder zwei Geschütztürmen, gebaut. Sie dienten der Küstenverteidigung. Wegen ihrer Bauweise erwiesen sich die meisten Hochseemonitore als nicht seetauglich. Im Ersten Weltkrieg baute Großbritannien zur Beschießung der Küsten von Flachwassergebieten erneut Monitore, die mit kompletten Geschütztürmen veralteter Kreuzer oder Linienschiffe bestückt wurden. Diese Schiffe kamen vor Flandern, in den Dardanellen, in der Adria, im östlichen Mittelmeer sowie in Ostafrika (siehe Königsberg) zum Einsatz. Auch die Flotten von Italien, Rumänien und Österreich-Ungarn hatten Monitore in ihrem Bestand.
Während des Zweiten Weltkrieges setzten nur noch Großbritannien und die Sowjetunion diesen Schiffstyp ein. In Großbritannien entstanden mit den beiden Monitoren der Roberts-Klasse sogar noch zwei sehr große Schiffe von ca. 9000 t Verdrängung, die bei den Landungen der Alliierten in Italien zuerst zum Einsatz kamen. Der britische Monitor Erebus beschoss im Juni 1944 bei der alliierten Landung deutsche Stellungen in der Normandie und der Bretagne. Nach dem Krieg wurden die meisten Monitore verschrottet.

### Großbritannien
Der Chefkonstrukteur der Royal Navy, Edward James Reed, entwarf nach 1864 die Pläne für die ersten Monitore der britischen Marine. Von ihrem Typ wurden insgesamt sieben Schiffe gebaut, welche die Küstenverteidigung in britischen Überseekolonien (Australien/Indien) übernahmen. Das erste britische Schiff dieses Typs war die Cerberus für die Küstenverteidigung der australischen Kolonie Victoria, insbesondere der Hauptstadt Melbourne. Als erstes größeres britisches Kriegsschiff war sie ausschließlich dampfgetrieben und verzichtete auf Masten und Takelage, was es ihr ermöglichte, ihre schwere Bewaffnung in zwei gepanzerten, schwenkbaren Doppeltürmen unterzubringen, wie dies auf späteren dampfgetriebenen Linienschiffen ähnlich erfolgte. Allerdings begrenzte dies auch die Einsatzmöglichkeiten, da sie über eine nur begrenzte Reichweite unter Dampf verfügte, da die damaligen Maschinen nicht besonders effizient waren. Die Einsatzdoktrin für die Neubauten sah nur eine Verwendung zur punktuellen Küstenverteidigung vor.
Gebaut wurde die Cerberus von der Werft Palmers Shipbuilding & Iron Co. am Tyne, England, wo sie am 2. Dezember 1868 vom Stapel und im September 1870 vollständig ausgerüstet war. Für die Überführung wurde eine Notbeseglung gebaut. Am 9. April 1871 traf die Cerberus in Melbourne ein, wo sie ihre gesamte Dienstzeit verbleiben sollte.
Das Schwesterschiff Magdala entstand bei der Thames Ironworks & Shipbuilding Co. bis zum November 1870 für die Her Majesty’s Indian Navy (ab 1892 Royal Indian Marine). Auch auf der Magdala wurde zeitweilig drei Masten aufgestellt, um das Schiff unter Segeln nach Indien zu überführen. Für die Verteidigung Bombays wurden zwei Schiffe für nötig erachtet. Aus Kostengründen wurde allerdings nur eine billigere und kleinere Variante der beiden ersten Monitore bei J. & W. Dudgeon in London bestellt. Das schon im Oktober 1870 als Abyssinia fertiggestellte Schiff wurde anders als die beiden größeren Halbschwestern für die Überführung nicht umgebaut und erreichte Bombay unter eigener Maschinenkraft.

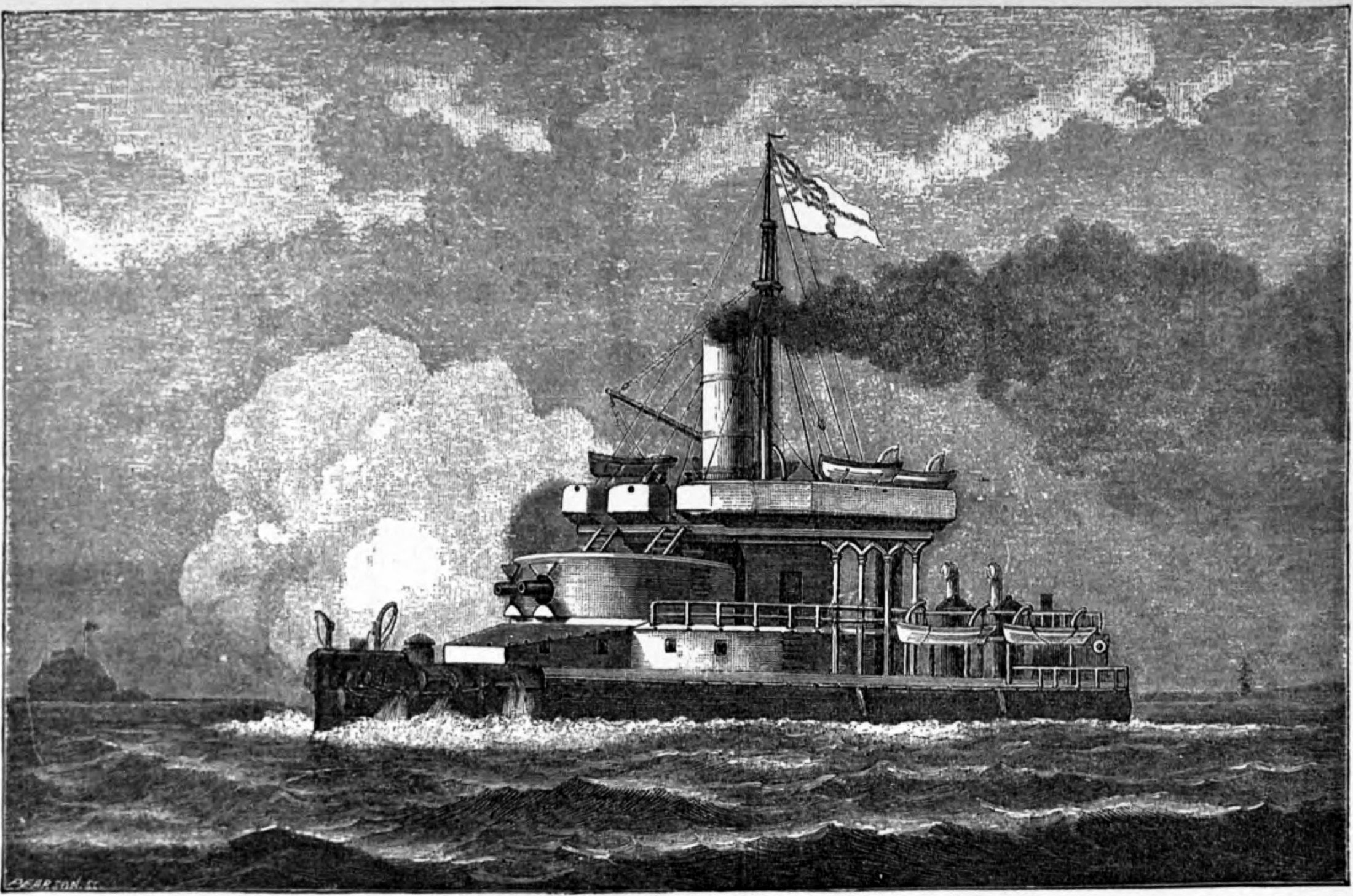
Die Glatton, das größte Schiff der ersten britischen Baureihe

Neben diesen Monitoren für den Einsatz in den Kolonien entstand mit der Glatton noch ein größerer Monitor mit verstärkter Hauptbewaffnung von einem Zwillingsturm mit 305-mm-L/12-Kanonen. Die Glatton soll sich nur einmal kurzzeitig im Flottendienst befunden haben; sonst war sie der Artillerieschule zugeteilt.
Der Deutsch-Französische Krieg führte 1870 zu Aufträgen von vier Monitoren einer leicht verbesserten Ausführung der ersten britischen Monitore. Neben den drei bisherigen privaten Bauwerften ging der vierte Auftrag an die schottische Werft von John Elder. Die Bewaffnung und Endausrüstung der Schiffe erfolgte auf Marine-eigenen Werften. Da die politische Situation sich wieder beruhigt hatte, erfolgte die Endausrüstung der Monitore als Beschäftigungsmaßnahme der Staatswerften, wenn keine dringenden Arbeiten zu erledigen waren. Während alle vier 1870 bestellten Einheiten 1871 vom Stapel liefen, erfolgten die Fertigstellungen der Schiffe erst 1874, 1876 und zuletzt zwei Einheiten 1877. Die nur wenig aktiv genutzten Schiffe wurden 1903 ausgesondert. Modernisierungen erfolgten kaum; nur die beiden indischen Einheiten wurden mit zwei 203-mm-L/30-Mk.VI-Zwillingstürmen umgerüstet.
| Namen     | Bauwerft                             | Baubeginn  | Stapellauf | fertig     | Verdrängung | Hauptartillerie             | Schicksal |
| --------- | ------------------------------------ | ---------- | ---------- | ---------- | ----------- | --------------------------- | --- |
| Cerberus  | Palmers Shipbuilding, Jarrow, BN°225 | 1.09.1867  | 2.12.1868  | .09.1870   | 3334 t      | 2 × 2 – 254-mm-L/15-Kanonen | 9.04.1871 in Melbourne eingetroffen, 1900 Reserve, 1908 nicht mehr selbst beweglich, 26. Juli 1926 als Wellenbrecher versenkt |
| Magdala   | Thames Ironworks, Blackwall          | 6.10.1868  | 2.03.1870  | .11.1870   | 3334 t      | 2 × 2 – 254-mm-L/15-Kanonen | ab 1871 Bombay, im Januar 1903 zum Abbruch verkauft                                                                           |
| Abyssinia | J. & W. Dudgeon, Cubitt Town/London  | 23.07.1868 | 19.02.1870 | .10.1870   | 2901 t      | 2 × 2 – 254-mm-L/15-Kanonen | 23.01.1871 in Bombay eingetroffen, erster Monitor im Einsatz, 1903 zum Abbruch verkauft                                       |
| Glatton   | Chatham Dockyard, Chatham            | 10.08.1868 | 8.03.1871  | 24.02.1872 | 4912 t      | 2 × 2 – 305-mm-L/12-Kanonen | immer in Portsmouth, nur ein sehr kurzer Einsatz im aktiven Dienst, 1903 zum Abbruch verkauft                                 |
| Gorgon    | Palmers Shipbuilding, BN°270         | 5.09.1870  | 14.10.1871 | 19.03.1874 | 3480 t      | 2 × 2 – 254-mm-L/15-Kanonen | 1901 außer Dienst, verkauft 12.05.1903                                                                                        |
| Hydra     | John Elder & Co., Govan, BN°136      | 5.09.1870  | 28.12.1871 | 31.05.1876 | 3480 t      | 2 × 2 – 254-mm-L/15-Kanonen | zum Abbruch verkauft 7.07.1903                                                                                                |
| Cyclops   | Thames Ironworks                     | 10.09.1870 | 18.07.1871 | 4.05.1877  | 3480 t      | 2 × 2 – 254-mm-L/15-Kanonen | schon seit 1892 in Devonport, nur kurze Teilnahmen an Manövern, seit 1892 Reserve, zum Abbruch verkauft 7.07.1903             |
| Hecate    | Dudgeon                              | 5.09.1870  | 30.09.1871 | 24.05.1877 | 3480 t      | 2 × 2 – 254-mm-L/15-Kanonen | zum Abbruch verkauft 12.05.1903                                                                                               |

Nachdem alle Monitore nach der Jahrhundertwende aus dem Dienst der Navy ausgeschieden waren, kamen erst im Ersten Weltkrieg wieder Schiffe in ihren Dienst, die als Monitore bezeichnet wurden. Die ersten waren drei 1913 vom Stapel gelaufene Kanonenboote der Javary-Klasse der brasilianische Marine für Aufgaben auf dem Amazonas und seinen Nebenflüsse, die Brasilien nicht mehr abnehmen wollte. Die britische Regierung griff ein und kaufte die Kanonenboote für je 155.000 ₤, um einen Verkauf an ein neutrales Land und von dort vielleicht nach Deutschland zu verhindern. Die Schiffe kamen in den Dienst der Royal Navy als Monitore der

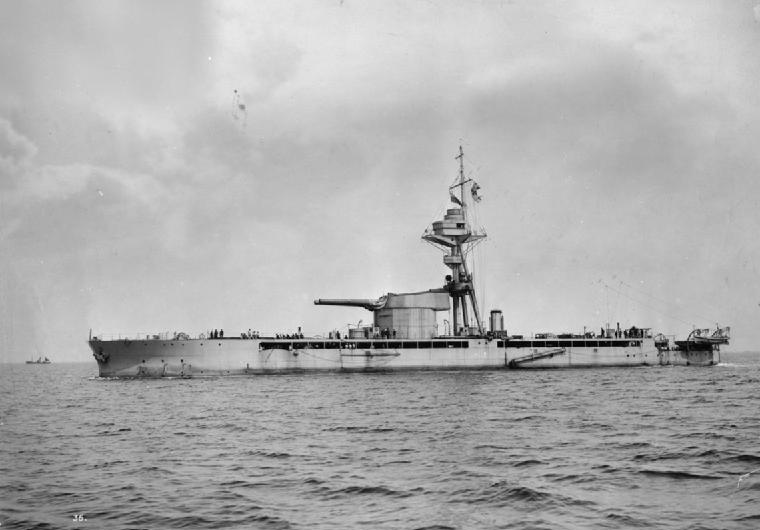
Der Monitor Marshal Ney 1915

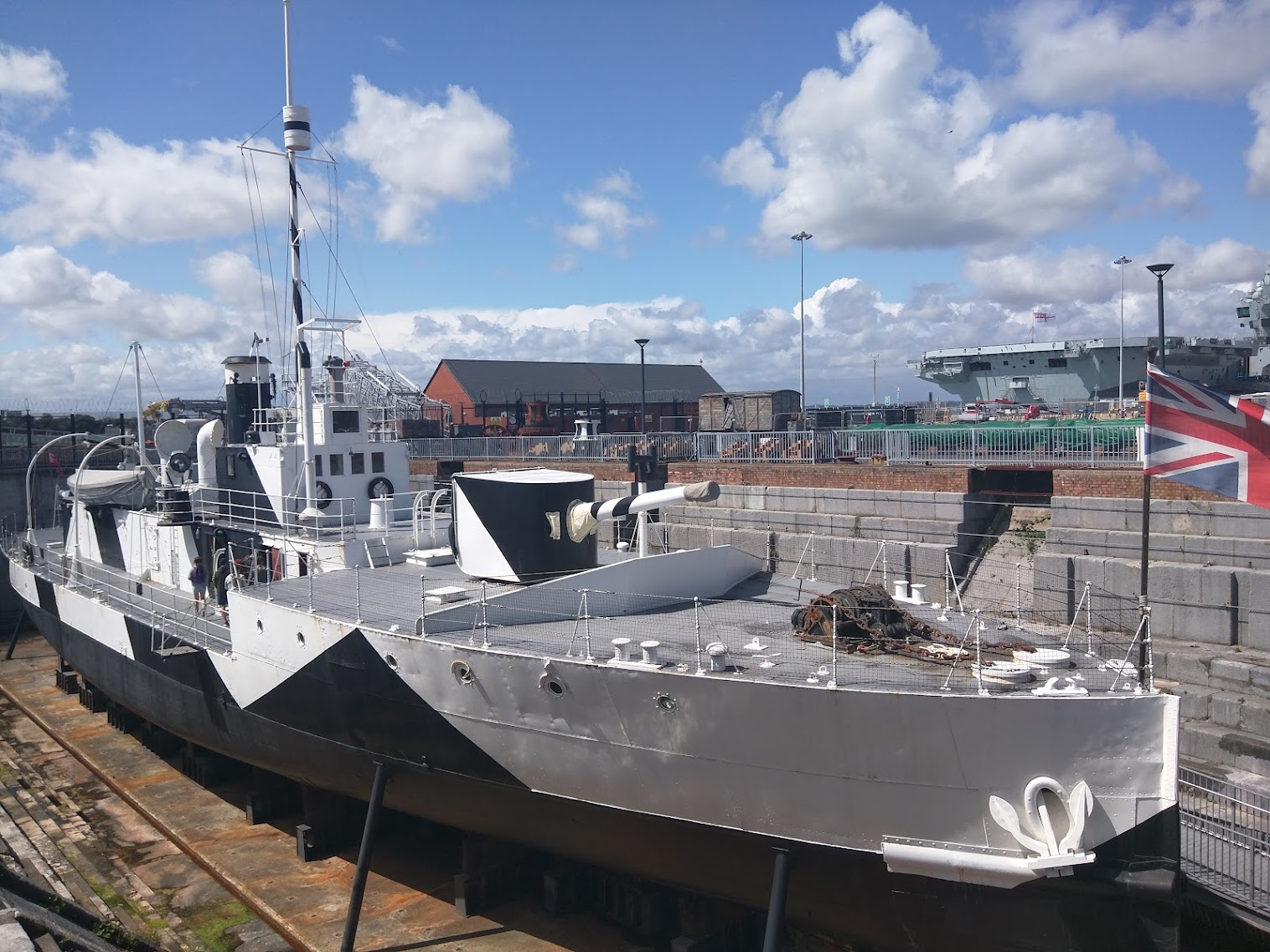
M33, ein Monitor der M29-Klasse (Stapellauf 1915)

- → Humber-Klasse mit 1260 ts, 1 × 2 – 152-mm-Kanonen.

Beschlagnahmt und nach längerem Streit mit Norwegen kamen die beiden von dort bestellten Küstenpanzerschiffe der Bjørgvin-Klasse nach mehreren Planänderungen 1918 in den Dienst der Royal Navy als Monitore der
- → Glatton-Klasse mit 4900 ts, 2 – 240-mm-Kanonen.

Im Rahmen der Kriegsbauprogramme erhielt die Royal Navy 1915
- vier Monitore der Abercrombie-Klasse mit 6150 ts, 1 × 2 – 356-mm-Kanonen,
- acht Monitore der Lord Clive-Klasse mit 6150 ts, 1 × 2 – 305-mm-Kanonen,
- zwei Monitore der Marshal Ney-Klasse mit 6670 ts, 1 × 2 – 381-mm-Kanonen, sowie
- vierzehn kleine Monitore der M15-Klasse mit 540 ts, 1 – 234-mm-Kanone,
- und fünf Schiffe der M 29-Klasse mit 535 ts, 2 – 152-mm-Kanonen.

1916 folgten noch
- zwei Monitore der Erebus-Klasse mit 8000 ts, 1 × 2 – 381-mm-Kanonen.

Die Neubauten waren relativ einfach konstruiert und verwendeten vorhandene Hauptgeschütze. Im Ersten Weltkrieg gingen die Monitore Raglan, Glatton, M15, M21, M28 und M30 verloren; beim Eingreifen in den Bürgerkrieg in Russland wurden M25 und M27 auf der Düna beim Rückzug der alliierten Inventionstruppen aufgeben. Nach Kriegsende wurden die Monitore meist ausgesondert.
Zu Beginn des Zweiten Weltkriegs waren nur noch die beiden Monitore der Erebus-Klasse im Dienst der Flotte, von denen die Terror vor der libyschen Küste Anfang 1941 verloren ging. Im Zweiten Weltkrieg erhielt die Royal Navy noch
- zwei Monitore der Roberts-Klasse mit 7850 ts, 1 × 2 – 381-mm-Kanonen.

Roberts wurde als letzter der großen britischen Monitore 1965 abgebrochen. Eines der zuletzt genutzten Geschütze ist beim Imperial War Museum in Lambeth ausgestellt. Der kleine Monitor M33 wird im Portsmouth Historic Dockyard ausgestellt und kann seit 2015 besichtigt werden.

### USA

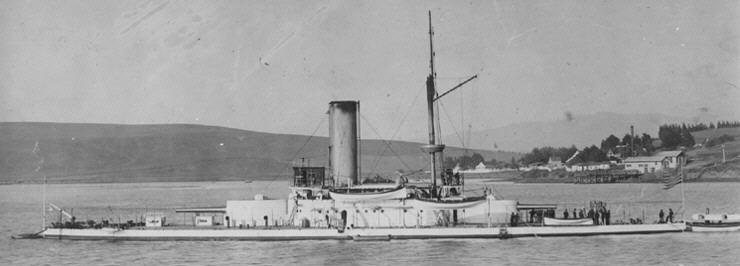
Der US-amerikanische Monitor Monterey

Siehe auch Liste von Monitoren der United States Navy
- Monitor, (erbaut und gesunken 1862), Typschiff.
- Miantonomoh, fuhr im Frühjahr 1866 innerhalb von Tagen von Nordamerika nach England; das Vordeck ragte nur 45 cm über Wasser.
- Monadnock
- Agamenticus
- Tonawanda
- Passaic, Typschiff der ab 1862 gebauten gleichnamigen Klasse von Monitoren, 1400 Tonnen.
- Tecumseh, ein 2100 Tonnen großer Monitor der Nordstaaten, der 1864 während der Schlacht in der Mobile Bay auf eine Mine lief und mit 93 Mann an Bord unterging.

### Deutschland
- Arminius, besaß zwei durch Menschenkraft drehbare Türme, die zwei gezogene 21-cm-Geschütze trugen.

Die Rolf Krake

### Dänemark
- Rolf Krake, 1863 in Dienst

### Norwegen
- Skorpionen
- Mjølner
- Thrudvang
- Thor

### Osmanisches Reich
- Lüft-ü Celil
- Hifz-ur Rahman
- Feth-ül Islam

### Schweden
- John Ericsson
- Thordön
- Tirfing
- Loke

## Flussmonitor

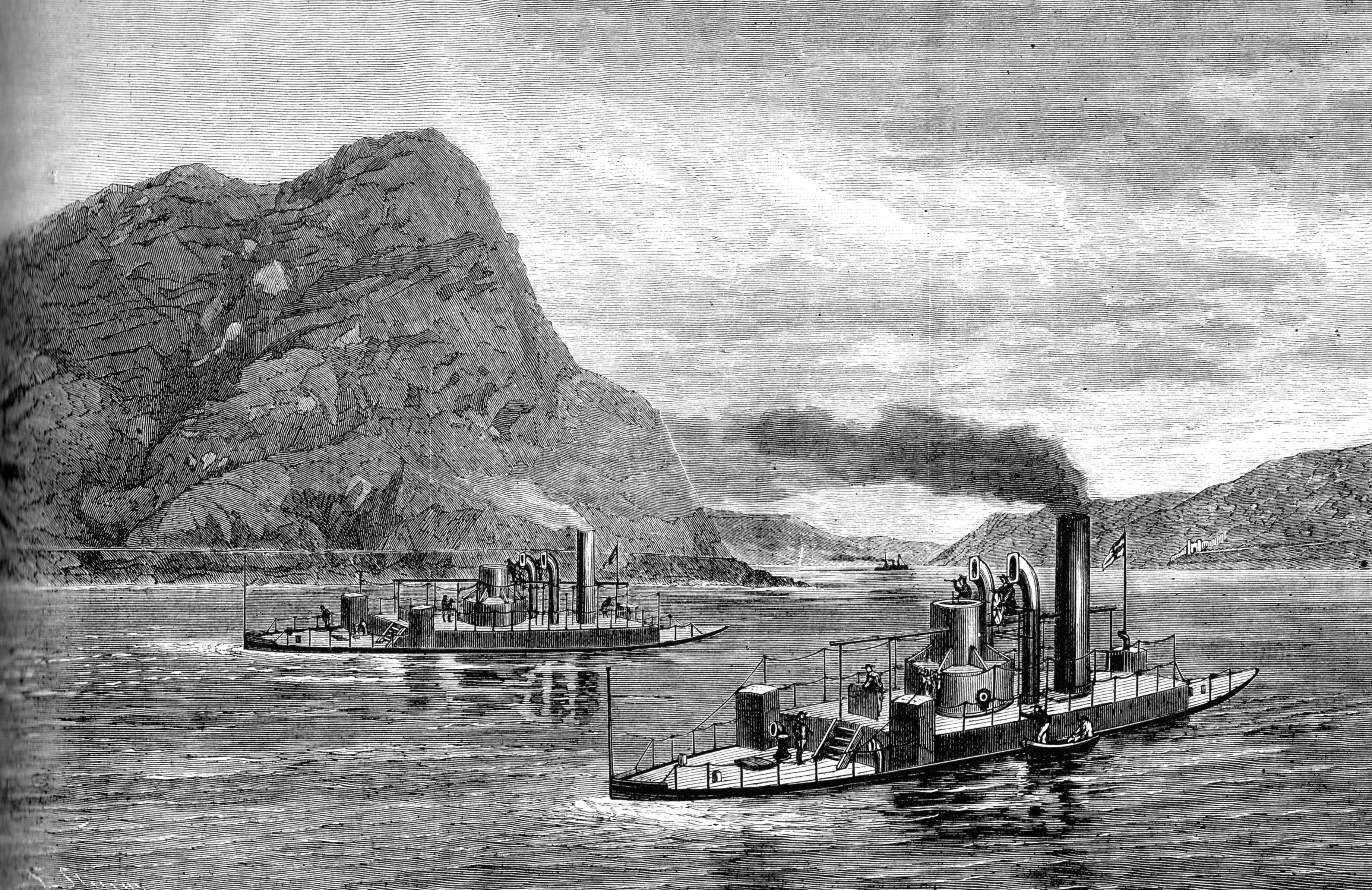
Die Flusskanonenboote SMS Rhein (links) und SMS Mosel auf dem Rhein 1875

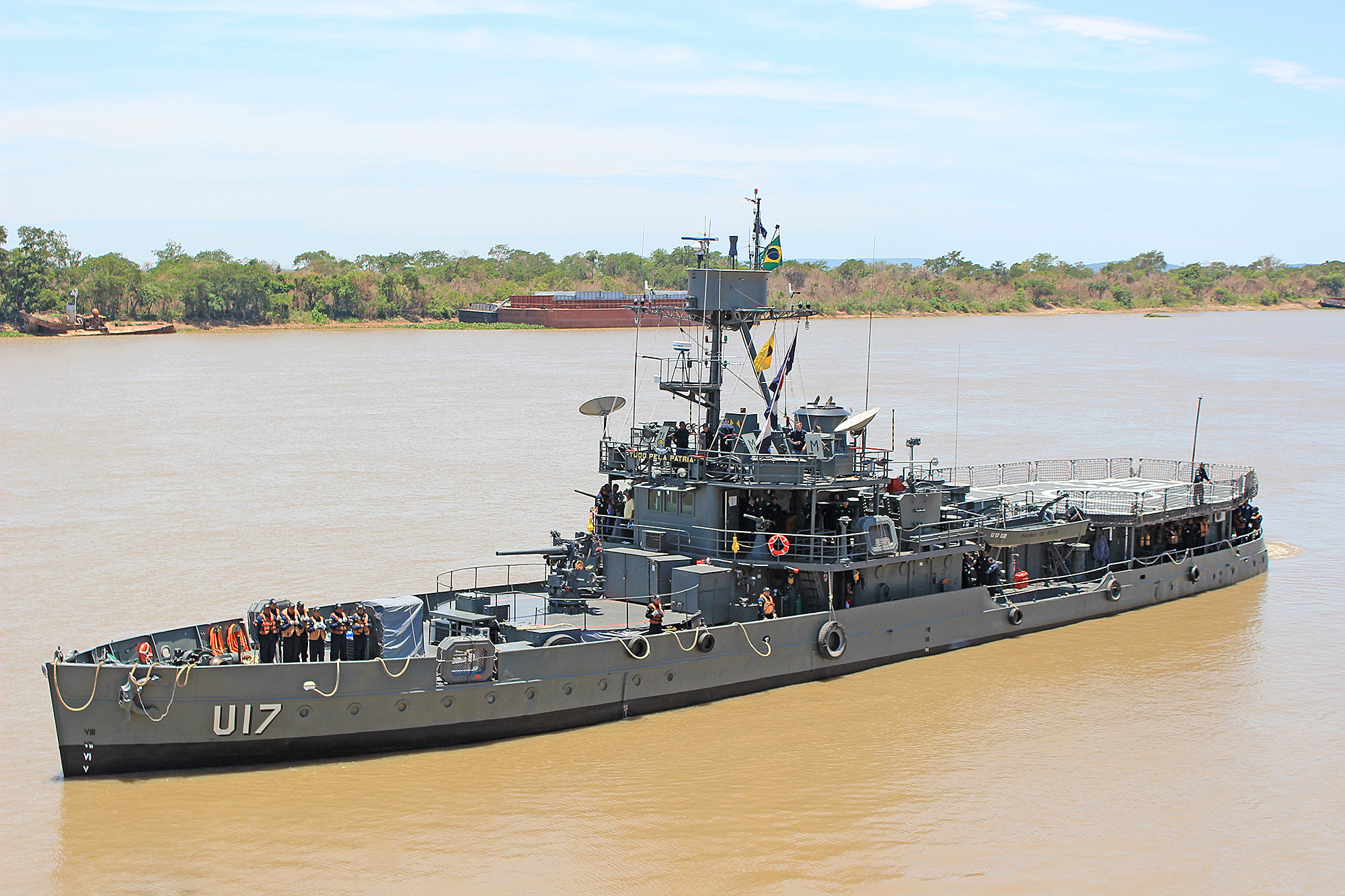
Der Flussmonitor Parnahyba

Nachdem sich die Monitore wegen ihrer geringen Seetauglichkeit als ungeeignet für den Einsatz auf hoher See erwiesen hatten, wurden Monitore verstärkt als Flusskampfschiffe gebaut und eingesetzt. Die Aufgaben dieser Einheiten waren Artillerieunterstützung für das Heer, Sichern von Flussübergängen, Unterstützung von Übersetzaktionen auf das andere Flussufer und die Bekämpfung feindlicher Flusskampfschiffe. Die Besonderheit dieser Einheiten war, dass sie zwar gepanzert und mit Geschütztürmen und MG-Ständen bewaffnet waren, aber keinen zu großen Tiefgang haben durften. So gehören zu diesem Schiffstyp je nach Tiefe der Binnengewässer Einheiten von 70 t Verdrängung und 0,4 m Tiefgang (polnische für die Weichsel gebaute Monitore) bis 1000 t Verdrängung und 1,5 m Tiefgang (russische Einheiten, eingesetzt auf dem Amur). Auch das Kaliber der Hauptbewaffnung schwankt dementsprechend von 75 mm bis 130 mm. Sie wurden vor allem in den USA, Russland und Österreich-Ungarn in größerer Zahl gebaut und in beiden Weltkriegen, hauptsächlich auf der Donau und den Flüssen der Sowjetunion und Chinas eingesetzt. Beim deutschen Überfall auf Polen 1939 setzte Polen seine Monitore und Flusskanonenboote, die im Prinzip nur kleinere Flussmonitore waren, auf dem Flussgebiet des Prypjat und seiner Nebenflüsse gegen die aus Osten vordringenden Russen ein.
Nach dem Zweiten Weltkrieg wurden die meisten Flussmonitore außer Dienst gestellt. Als letzte Flussmonitore gelten die Einheiten des Typs LCM(6) Monitor – im Vietnamkrieg eingesetzte Umbauten des Landungsbootes LCM. Als Fortführung dieses Schiffstyps kann man die ebenfalls im Vietnamkrieg im Mekongdelta eingesetzten Patrol Boat, rigid (Riverine) und die Fast Patrol Craft (Swift Boats) sehen, die auch gepanzert und mit Waffentürmen ausgestattet waren. Der Älteste im Einsatz befindliche Monitor ist das 1938 in Dienst gestellte brasilianische Schiff Parnahyba.

### Brasilien
- Paraguassú (1940)
- Parnahyba (1938, immer noch im Einsatz)
- Pernambuco

### Deutschland
- Rhein-Klasse

### Jugoslawien
- Vardar
- Drava
- Sava (siehe Österreich-Ungarn S.M.S. Bodrog)
- Morava

### Österreich-Ungarn

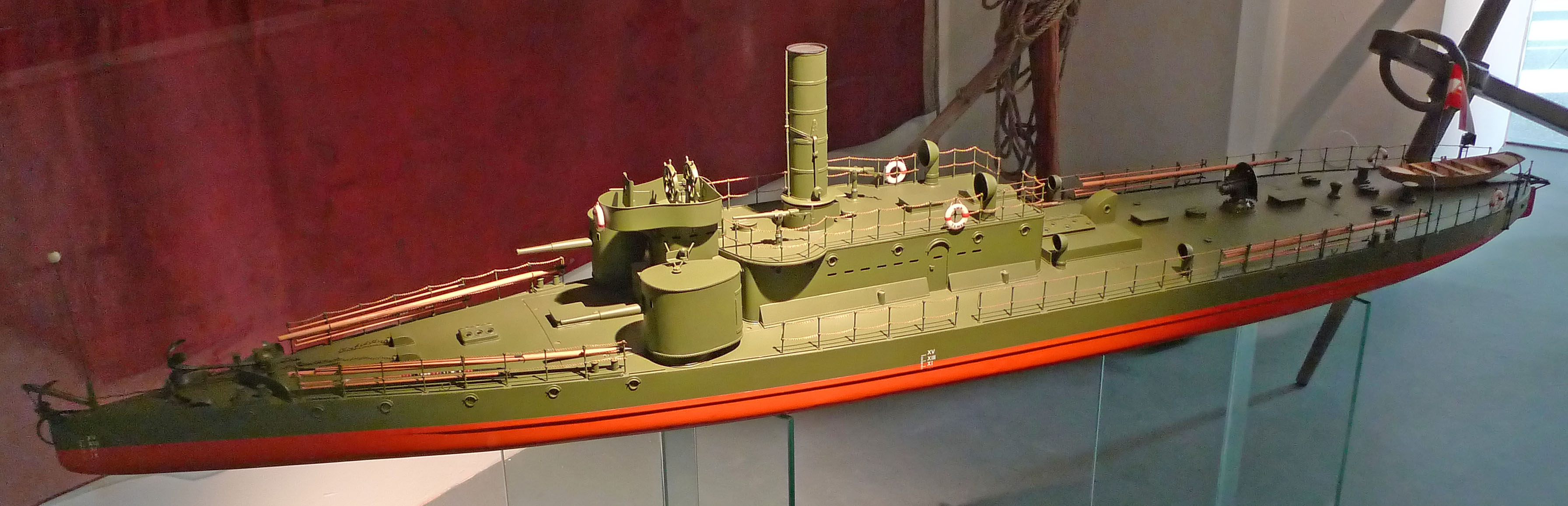
SMS Temes, Modell, Heeresgeschichtliches Museum

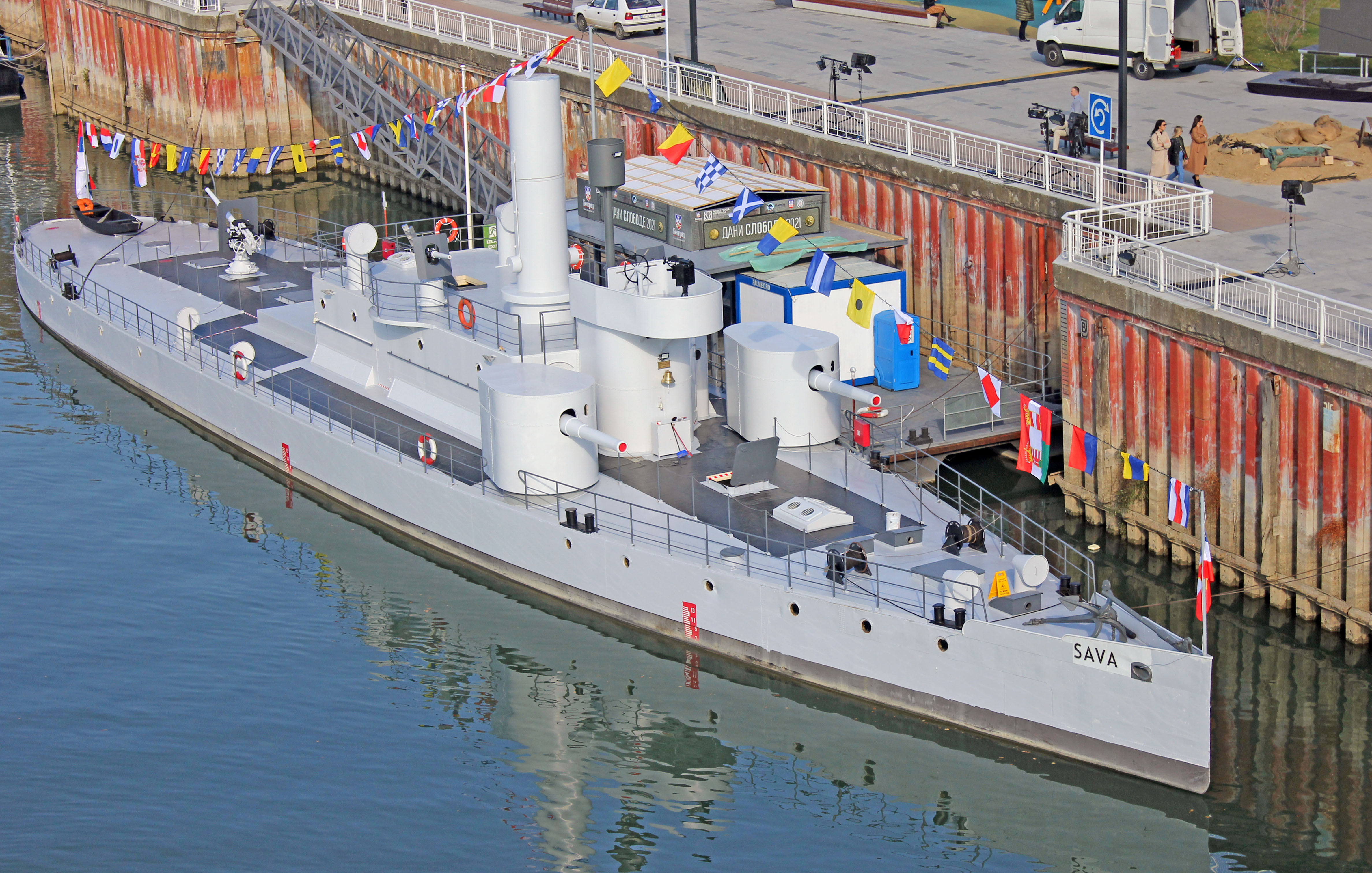
SMS Sava (ex Bodrog) als Museumsschiff in Belgrad

- S.M.S Leitha (heute restauriert in Ungarn als Museumsschiff Lajta zu besichtigen[1])
- S.M.S Maros
- S.M.S Szamos
- S.M.S Körös
- S.M.S Temes (I)
- S.M.S Bodrog (feuerte die ersten Schüsse des 1. Weltkriegs ab, heute restauriert als Museumsschiff Sava in Belgrad zu besichtigen[2][3])
- S.M.S Enns
- S.M.S Inn
- S.M.S Sava
- S.M.S Bosna (vorher S.M.S Temes (II))

### Osmanisches Reich
- Hizber

### Paraguay
- ARP Paraguay (C1) Flusskanonenboot (4 × 12 cm) gebaut 1929–32 in Italien und noch heute im Besitz der Marine
- Humaitá (C2) Flusskanonenboot (4 × 12 cm) gebaut 1929–32 in Italien und heute Museum

### Polen

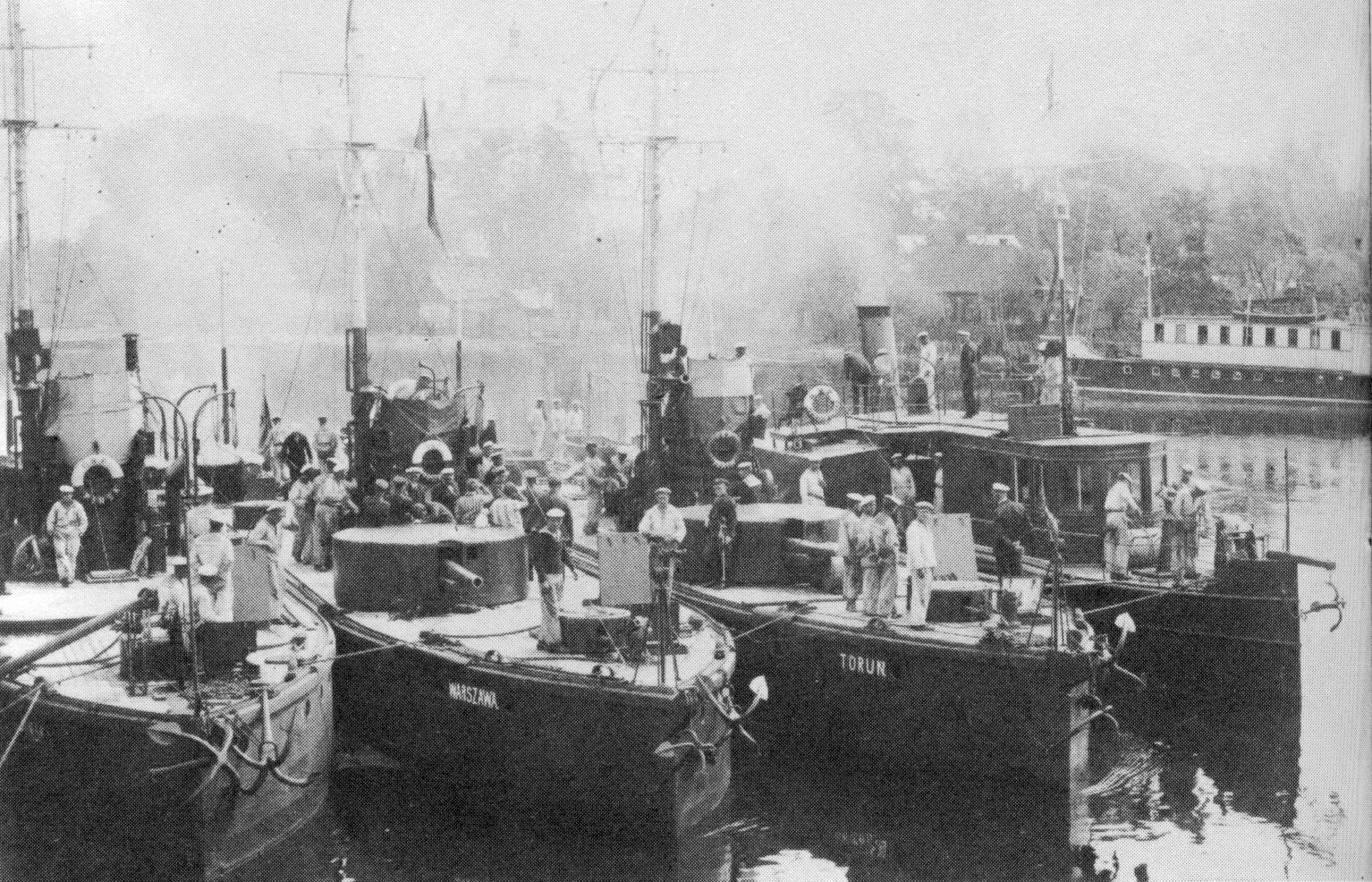
Monitore der polnischen Flussflotille

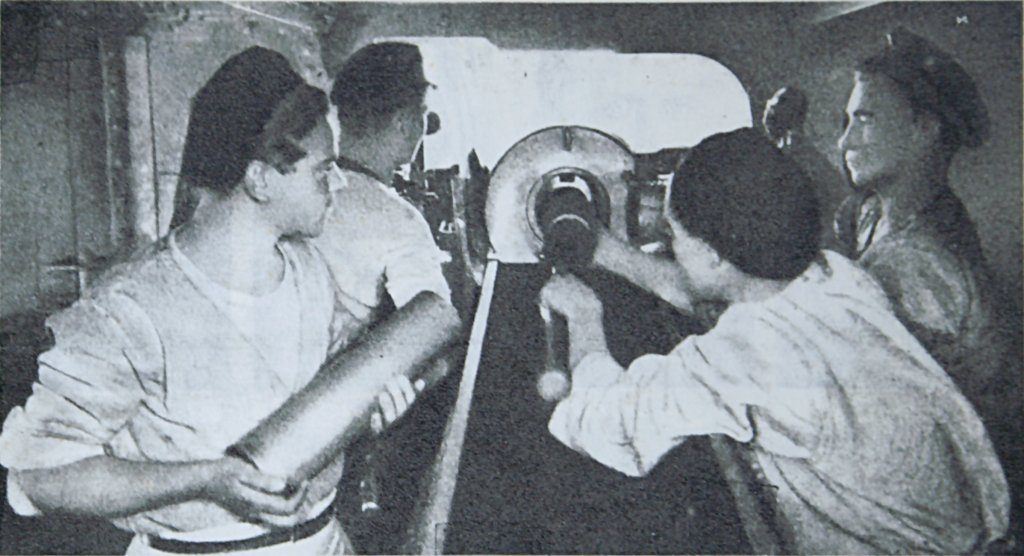
Der Innenraum eines Geschützturms eines polnischen Flussmonitors beim Übungsschießen

- O.R.P. Kraków – am 18. September 1939 wegen zu niedrigen Wasserstandes im Fluss selbstversenkt, von der Roten Armee als Smolensk weiterverwendet, 1941 nach heftigen Kämpfen gegen die Wehrmacht auf der Desna durch Sprengung selbstversenkt
- O.R.P. Warszawa – am 18. September 1939 aufgrund zu niedrigen Wasserstandes im Fluss selbstversenkt, 1940 von der Roten Armee gehoben, fuhr unter dem Namen Witebsk weiter, im September 1941 bei Kijew von der deutschen Luftwaffe versenkt
- O.R.P. Horodyszcze – am 1. Oktober 1939 wegen zu niedrigen Wasserstandes im Fluss selbstversenkt, am 6. Oktober 1939 von der Roten Armee gehoben und weiterverwendet
- O.R.P. Nieuchwytny – am Überfall auf Polen beteiligt an der Verteidigung Brombergs und Thorns, am 10. September 1939 selbstversenkt, von der Wehrmacht gehoben, als Wachtkutter Pionier bei der Niederschlagung des Warschauer Aufstands eingesetzt, Anfang 1945 selbstversenkt, 1947 von der polnischen Armee gehoben, als O.R.P. Okon bis 1957 weiterverwendet
- O.R.P. Wilno – am 18. September 1939 selbstversenkt
- O.R.P. Pinsk
- O.R.P. Torun
- Flusskanonenboot Zuchwala – am 19. September 1939 wegen zu niedrigen Wasserstandes im Fluss selbstversenkt, von der Roten Armee gehoben und als Witebsk eingesetzt
- Flusskanonenboot Zaradna – am 18. September 1939 wegen zu niedrigen Wasserstandes im Fluss selbstversenkt, am 6. Oktober 1939 von der Roten Armee als Bielorus gehoben, 1941 gegen die deutsche Wehrmacht auf der Beresina und Desna eingesetzt, am 18. September 1941 aufgegeben, von der Wehrmacht übernommen und in der Dnjeprflottille als Nr. 91 gegen Partisanen eingesetzt, von der Widerstandsorganisation Polnische Heimatarmee am 1. April 1944 auf dem Dnjepr-Bug-Kanal vernichtet[4]
- Flusskanonenboot Zawzieta

Die Besatzungen der polnischen Flussmonitore schlossen sich den Landstreitkräften unter General Franciszek Kleeberg an, welche zu den am längsten kämpfenden polnischen Einheiten beim Überfall auf Polen gehörten und erst am 6. Oktober 1939 ihre Waffen streckten.

### Rumänien
- Basarabia
- Bucovina
- Ion C. Bratianu
- Lascar Catargiu
- Alexander Lahovari
- Mihail Kogalniceanu
- Ardeal

### Russland bzw. UdSSR

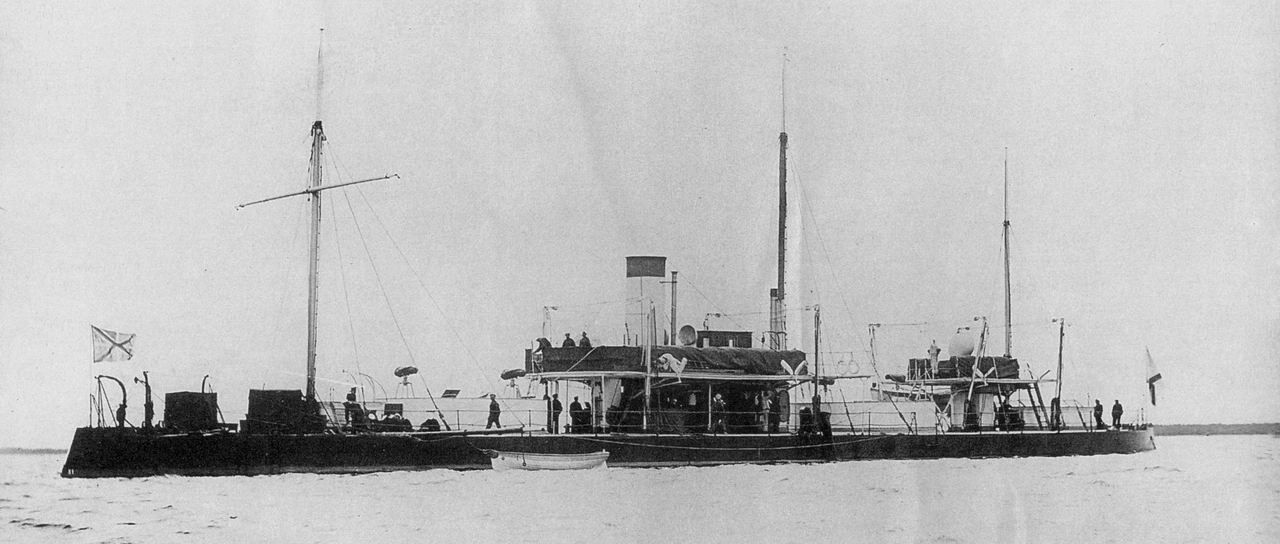
Monitor Smertsch

Die Kaiserlich Russische Marine ließ ab 1863 zehn Monitore der Bronenossez-Klasse bauen, die 1864/65 in Dienst gestellt wurden. Die Schiffe entstanden mit nur geringfügigen Änderungen nach dem Vorbild der amerikanischen Passaic-Klasse. Ebenfalls 1863 begann in St. Petersburg der Bau des Monitors Smertsch, der nach dem Vorbild des in Glasgow bei Robert Napier & Sons für die dänische Marine gebauten Kanonenbootes Rolf Krake entstand. Bei der Smertsch kam eine vom britischen Marineoffizier Cowper Phipps Coles entwickelte Turmkonstruktion zur Anwendung, die gegenüber der auf den amerikanischen Monitore und den Booten der Bronenossez-Klasse genutzten Konstruktion von John Ericsson Vorteile aufwies.
In der sowjetischen Seekriegsflotte wurden unter anderem folgende Monitore in Dienst gestellt:
- Krasnij Wostok
- Lenin
- Sun Yat Sen
- Swerdlow
- Tschitscherin

In den 1970er Jahren begann die Sowjetunion zudem mit dem Bau einer Reihe von Flussmonitoren; so entstand ab etwa 1975 die sogenannte Yaz-Klasse (Projekt 1208). Diese sehr flach gehenden Flusskampfschiffe waren mit zwei modifizierten und von ausgemusterten T-62-Panzern stammenden 115-mm-Panzerkanonen sowie zwei mehrläufigen 30-mm-Maschinenkanonen AK-630 bewaffnet.
Technische Daten:
- Verdrängung: 400/450 ts
- Länge: 55 m
- Breite: 9 m
- Tiefgang: 1,2 m
- Höchstgeschwindigkeit: 14 kn (ca. 26 km/h)
- Besatzung: 60 Mann
- Gebaute Einheiten: ≈ 23

### Tschechoslowakei
- President Masaryk

## Ramm-Monitor

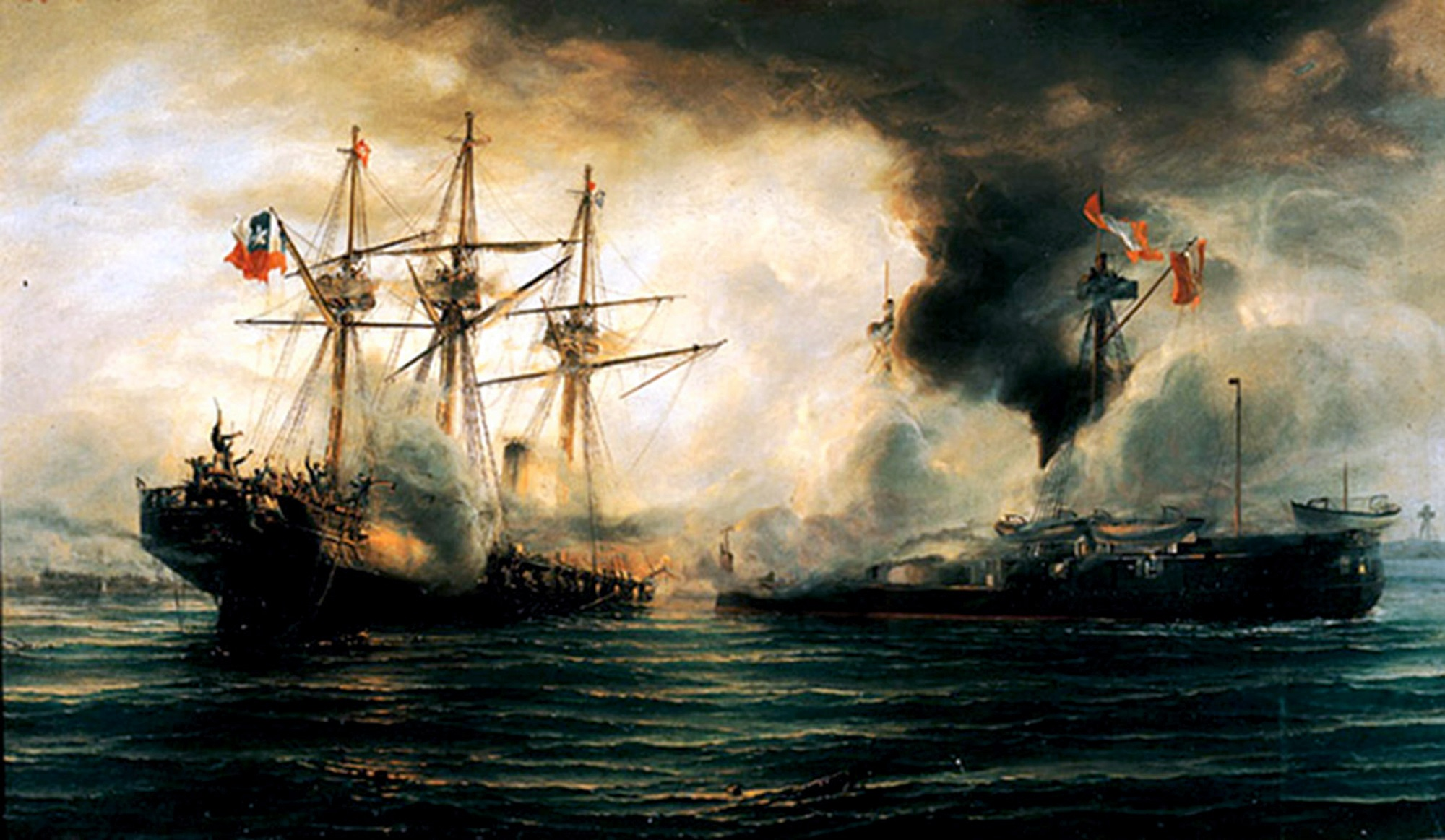
Seegefecht vor Iquique am 21. Mai 1879 mit dem peruanischen Monitor Huáscar

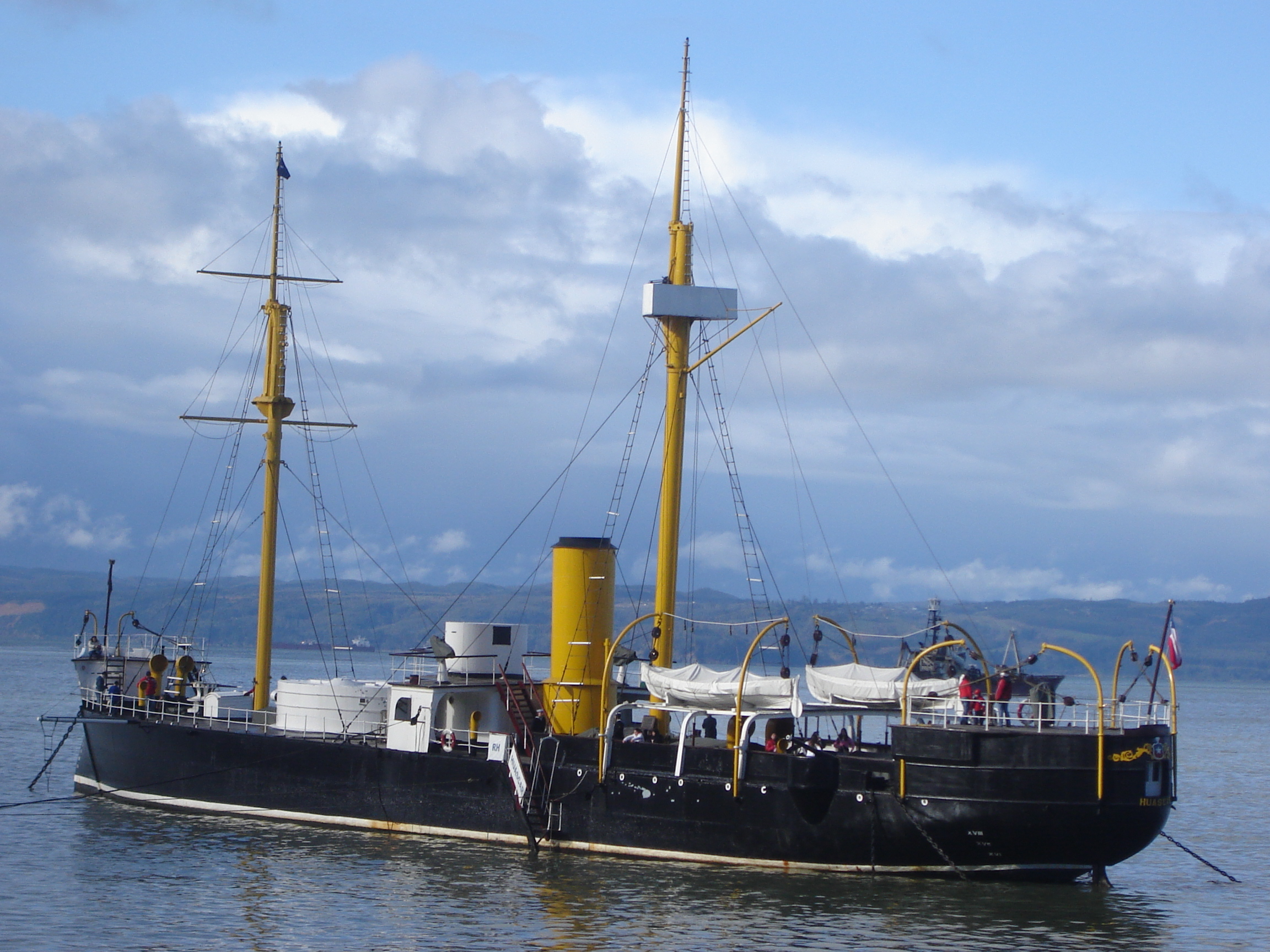
Der peruanische Monitor Huascar

Rammmonitore entstanden nach 1866 bei verschiedenen Kriegsflotten. Bei Lissa konnte die österreichisch-ungarische Flotte am 20. Juli 1866 die Seeschlacht durch eine Rammtaktik gegen italienische Kriegsschiffe für sich entscheiden. Nach dieser Schlacht kehrten viele Kriegsmarinen wieder zu dieser aus der Antike bekannten Art des Schiffskampfes zurück. Die sogenannten Rammmonitore trugen daher neben Artillerie als Hauptbewaffnung einen Rammbug. Neben den Rammmonitoren entstanden auch Rammkreuzer und Widderschiffe, die für ähnliche Kampftaktiken ausgelegt waren.
So versenkte die Virginia am 8. März 1862 im Amerikanischen Bürgerkrieg die Fregatte USS Cumberland durch einen Rammstoß unterhalb der Wasserlinie. Die Rammtaktik erwies sich auch im Seegefecht bei Iquique am 21. Mai 1879 als erfolgreich, bei dem der peruanische Monitor Huáscar die veraltete chilenische Korvette Esmeralda mit seinem Rammsporn versenkte. Da sich die Rammmonitore später nicht mehr bewährten, wurden diese Schiffstypen ziemlich bald abgeschafft und umgebaut bzw. außer Dienst gestellt.

## U-Boot-Monitor
Ein U-Boot-Monitor ist ein U-Boot mit für diesen Schiffstyp extrem starker Artilleriebewaffnung. Sie wurden in Großbritannien im Jahr 1916 entwickelt und sollten sich Küstenzielen unter Wasser nähern und diese dann beschießen. Ab 1917 wurden vier U-Boot-Monitore der M-Klasse gebaut, zu spät, um noch im Ersten Weltkrieg eingesetzt zu werden. Wegen des Gewichts und der Länge des eingesetzten Geschützes sowie der Rückstoßenergie kam es zu erheblichen Stabilitätsproblemen. Der Schwenkbereich des Geschützes war minimal, gezielt wurde de facto mit dem ganzen Boot. Zielzuweisungen sollten durch Flugzeuge oder andere Kriegsschiffe gegeben werden, da die U-Boot-Monitore selbst keine Zielvorrichtung hatten. Der Munitions- und Brennstoffvorrat war wegen der räumlichen Enge sehr begrenzt. Das Geschütz konnte nur in Überwasserlage geladen werden. Das Abfeuern des Geschützes war auch in halbgetauchtem Zustand möglich, solange die Rohrmündung über Wasser lag. Bei den Besatzungen waren die U-Boot-Monitore wegen ihrer Probleme nicht beliebt. Die technisch ausgereiftere Entwicklung einer extrem starken Artilleriebewaffnung realisierte schließlich die französische Marine mit dem Unterseekreuzer Surcouf, dem nach Fertigstellung 1934 zeitweilig größten U-Boot der Welt.